# Ramona (manzana)
Ramona es el nombre de una variedad cultivar de manzano (Malus domestica). Esta manzana es originaria de Galicia, está cultivada en la colección de árboles frutales y banco de germoplasma de Mabegondo con el N.º 312; ejemplares procedentes de esquejes localizados en Santo André de Masma, parroquia del municipio de Mondoñedo (Lugo).

## Sinónimos
- "Manzana Ramona",[4][5]
- "Maceira Ramona".

## Características
El manzano de la variedad 'Ramona' tiene un vigor medio. Tamaño grande y porte erguido.
Época de inicio de brotación a partir del 27 de abril y de floración desconocido.
Las hojas tienen una longitud del limbo de tamaño largo, con la máxima anchura del limbo es media. Longitud de las estípulas es larga y la máxima anchura de las estípulas es media. Denticulación del borde del limbo es ondulado, con la forma del ápice del limbo acuminado y la forma de la base del limbo es agudo. Con subestípulas ausentes.
Sus flores tienen una longitud de los pétalos larga, con una anchura de los pétalos media, disposición de los pétalos en contacto entre sí, con una longitud del pedúnculo media.
La variedad de manzana 'Ramona' tiene un fruto de tamaño pequeño, de forma plana, de color amarillo, con chapa salpicada, e intensidad pálida. Epidermis de textura desigual, con pruina en su superficie y con presencia de cera débil. Sensibilidad al "russeting" (pardeamiento áspero superficial que presentan algunas variedades) muy poco sensible. Con lenticelas de tamaño grande.
Los sépalos están dispuestos de forma parcialmente replegados, y superpuestos en su base; su fosa calicina es profunda y de una anchura media. Pedúnculo de grosor medio y de longitud medio, siendo la cavidad peduncular de una profundidad media y de anchura media. Con pulpa de color blanca, cuya firmeza es intermedia y su textura es intermedia; su jugosidad es jugosa, con sabor de acidez débil, y poco aromática.
Época de maduración y recolección a partir del 22 de octubre. 'Ramona' es una manzana que su destino es la conservación de esta variedad en el banco de germoplasma de Mabegondo como reserva genética.

## Susceptibilidades
- Oidio: ataque débil
- Moteado: ataque medio
- Raíces aéreas: ataque débil
- Momificado: no presenta
- Pulgón lanígero: ataque medio
- Pulgón verde: ataque débil
- Araña roja: no presenta
- Chancro del manzano: no presenta.[3]